# Peter Prelleur
Peter Prelleur   (Londres, 1705 - Londres, 25 de juny de 1741), conegut també amb la forma francesa Pierre Prelleur, fou un tractadista, compositor i clavicordista anglès d'origen francès.
Algunes dades sobre aquest compositor són molt confuses. Amb seguretat se sap que l'any 1728 aconseguí la plaça d'organista de l'església St. Albans a Wood Street de la capital anglesa. Al mateix temps acudia totes les tardes a la taverna Angel and Crow Concert on tocava el clavicordi, amb la intenció de donar a conèixer a la gent més humil la música dels autors clàssics. Quasi per la mateixa època també assolí la plaça de pianista del Goodmann Fields Theatre, pel qual va compondre nombrós balls, òperes i pantomimes. Fou un dels subscriptors-fundadors de la Royal Society of Musicians el28 d'agost de 1739. A més publicà, The modern music maste (Londres, 1731), obra que avui (2016 encara està vigent al Regne Unit).